# طلعت بولوت
طلعت بولوت (ترکی استانبولی: Talat Bulut؛ زادهٔ ۲۳ مارس ۱۹۵۶) بازیگر اهل ترکیه است.
وی از سال ۱۹۸۰ میلادی تاکنون مشغول فعالیت بوده است. از فیلم‌ها یا برنامه‌های تلویزیونی که وی در آن ایفای نقش کرده است می‌توان به شادمانی، معجزه و سیب ممنوعه اشاره کرد.